# Мельбурн (Арканзас)
Мельбурн (англ. Melbourne) — місто (англ. city) в США, адміністративний центр округу Ізард штату Арканзас. Населення — 1830 осіб (2020).

## Географія
Мельбурн розташований на висоті 186 метрів над рівнем моря за координатами 36°3′40″ пн. ш. 91°54′8″ зх. д. / 36.06111° пн. ш. 91.90222° зх. д. (36.060979, -91.902107).  За даними Бюро перепису населення США в 2010 році місто мало площу 16,34 км², з яких 16,34 км² — суходіл та 0,00 км² — водойми.

## Демографія
Згідно з переписом 2010 року, у місті мешкало 1848 осіб у 787 домогосподарствах у складі 476 родин. Густота населення становила 113 особи/км².  Було 880 помешкань (54/км²). 
Расовий склад населення:
| - 96,9 % — білих - 0,9 % — корінних американців - 0,3 % — чорних або афроамериканців - 0,3 % — азіатів |

До двох чи більше рас належало 1,2 %. Іспаномовні складали 1,7 % від усіх жителів.
За віковим діапазоном населення розподілялося таким чином: 24,4 % — особи молодші 18 років, 54,0 % — особи у віці 18—64 років, 21,6 % — особи у віці 65 років та старші. Медіана віку мешканця становила 40,0 року. На 100 осіб жіночої статі у місті припадало 86,1 чоловіків;  на 100 жінок у віці від 18 років та старших — 86,4 чоловіків також старших 18 років.
Середній дохід на одне домашнє господарство  становив 41 580 доларів США (медіана — 31 890), а середній дохід на одну сім'ю — 51 715 доларів (медіана — 48 400). За межею бідності перебувало 29,4 % осіб, у тому числі 44,6 % дітей у віці до 18 років та 3,2 % осіб у віці 65 років та старших.
Цивільне працевлаштоване населення становило 573 особи. Основні галузі зайнятості: освіта, охорона здоров'я та соціальна допомога — 25,0 %, оптова торгівля — 14,1 %, роздрібна торгівля — 14,1 %.
За даними перепису населення 2000 року в Мельбурні проживало 1673 особи, 448 сімей, налічувалося 736 домашніх господарств і 838 житлових будинків. Середня густота населення становила близько 103,3 людини на один квадратний кілометр. Расовий склад Мельбурна за даними перепису розподілився таким чином: 97,55 % білих, 0,36 % — корінних американців, 0,18 % — азіатів, 1,49 % — представників змішаних рас, 0,42 % — інших народів. Іспаномовні склали 0,60 % від усіх жителів міста.
З 736 домашніх господарств в 25,8 % — виховували дітей віком до 18 років, 45,1 % представляли собою подружні пари, які спільно проживали, в 13,3 % сімей жінки проживали без чоловіків, 39,0 % не мали сімей. 35,3 % від загального числа сімей на момент перепису жили самостійно, при цьому 17,4 % склали самотні літні люди у віці 65 років та старше. Середній розмір домашнього господарства склав 2,15 особи, а середній розмір родини — 2,78 особи.
Населення міста за віковою діапазону за даними перепису 2000 розподілилося таким чином: 21,9 % — жителі молодше 18 років, 9,9 % — між 18 і 24 роками, 24,4 % — від 25 до 44 років, 22,7 % — від 45 до 64 років і 21,2 % — у віці 65 років та старше. Середній вік мешканця склав 40 років. На кожні 100 жінок в Мельбурні припадало 83,2 чоловіків, у віці від 18 років та старше — 76,5 чоловіків також старше 18 років.
Середній дохід на одне домашнє господарство в місті склав 22 757 доларів США, а середній дохід на одну сім'ю — 31 900 доларів. При цьому чоловіки мали середній дохід в 23 529 доларів США на рік проти 18 264 долара середньорічного доходу у жінок. Дохід на душу населення в місті склав 13 110 доларів на рік. 14,5 % від усього числа сімей в окрузі і 18,4 % від усієї чисельності населення перебувало на момент перепису населення за межею бідності, при цьому 25,9 % з них були молодші 18 років і 21,9 % — у віці 65 років та старше.

## Відомі уродженці та жителі
- Глен Дейл Джонсон — колишній член Палати представників США від штату Оклахома
- Марк Мартін — гонщик NASCAR.